# برگهاوس
برگهاوس (انگلیسی: Berghaus) شرکت خرده‌فروشی پوشاک بریتانیایی است، که در سال ۱۹۶۶ تأسیس شد.